# Walter Krämer (Ökonom)

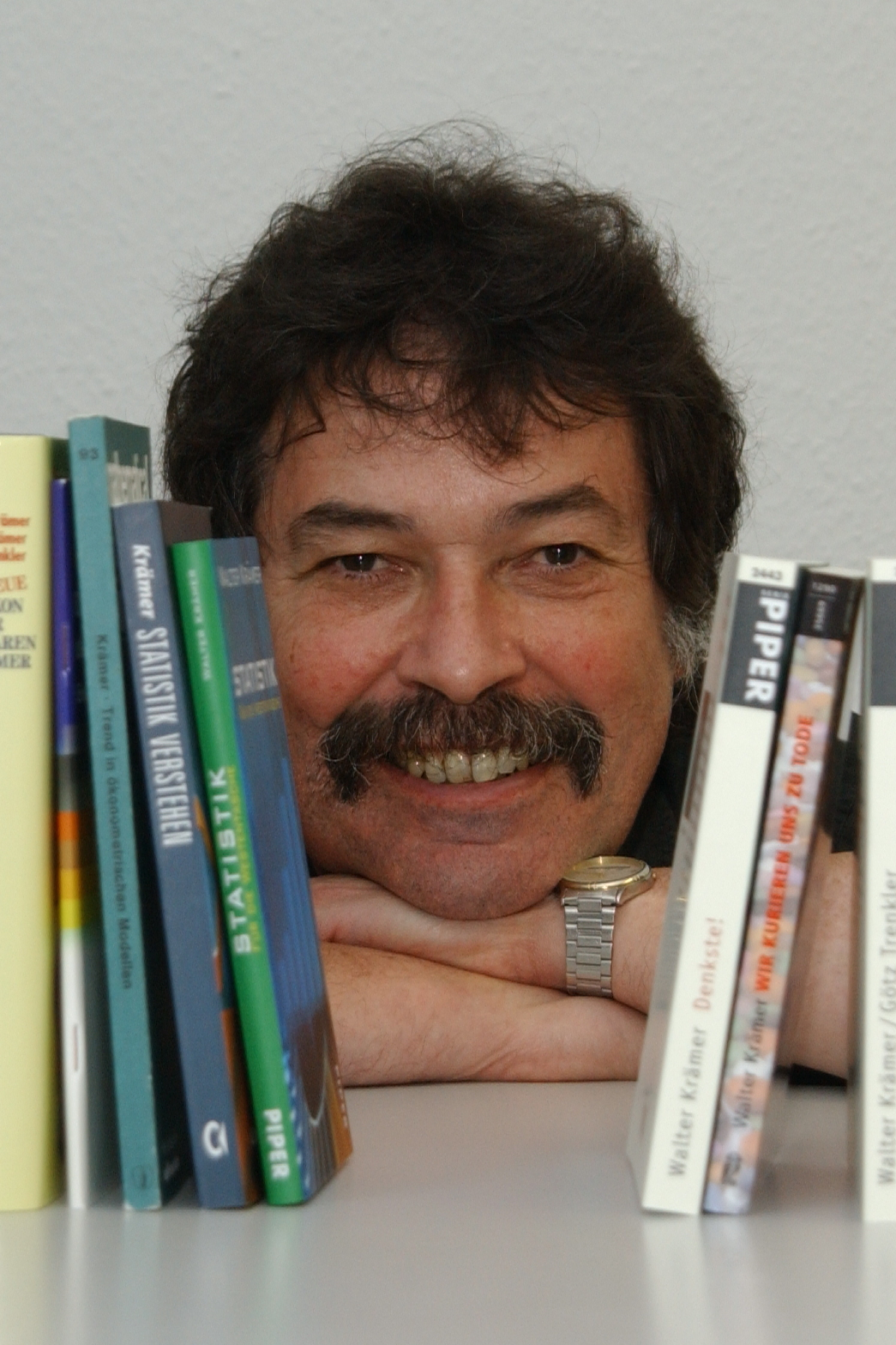
Walter Krämer (2005)

Walter Krämer (* 21. November 1948 in Ormont) ist ein deutscher Ökonom.
Er war von 1988 bis zu seiner Emeritierung 2018 Professor für Wirtschafts- und Sozialstatistik an der Technischen Universität Dortmund. Einer breiten Öffentlichkeit bekannt wurde er durch populärwissenschaftliche Literatur zur Statistik sowie durch sein Engagement als Gründer und 1. Vorsitzender des Vereins Deutsche Sprache e. V. in Dortmund und als Sprecher der Stiftung Deutsche Sprache.

## Leben
Krämer studierte Mathematik und Wirtschaftswissenschaften an der Johannes Gutenberg-Universität Mainz, wo er 1979 zum Dr. rer. pol. promoviert wurde. Er habilitierte sich in Ökonometrie an der Technischen Universität Wien. Im Jahr 1988 wurde er Professor für Wirtschafts- und Sozialstatistik an der Technischen Universität Dortmund. Außerdem war er als Gastprofessor am Management-Institut der Fudan-Universität in Shanghai tätig.
1997 gründete er den Verein Deutsche Sprache. Daneben ist Krämer Sprecher des Stiftungsvorstands der Stiftung Deutsche Sprache.
Zu seinen Veröffentlichungen außerhalb des Fachgebiets gehört das 1996 erschienene Buch Lexikon der populären Irrtümer.
Krämer ist Mitglied der Gesellschaft der Freunde der Hebräischen Universität Jerusalem, der Ruhr Graduate School in Economics, der Schweizer Orthographischen Konferenz und seit 1. Januar 2008 Herausgeber des German Economic Review (GEER).
Ab 2008 war Krämer ordentliches Mitglied der Nordrhein-Westfälischen Akademie der Wissenschaften und der Künste.
Er war außerdem Mitglied der Gesellschaft zur wissenschaftlichen Untersuchung von Parawissenschaften (GWUP) und war im Wissenschaftsrat dieses Vereins tätig.
Krämer publiziert zusammen mit dem Psychologen Gerd Gigerenzer und dem Ökonomen Thomas K. Bauer seit 2012 auf der Website des Rheinisch-Westfälischen Instituts für Wirtschaftsforschung (RWI Essen) die Unstatistik des Monats, die auch von klassischen Medien zitiert wurde.
Krämer veröffentlicht unter anderem auf dem Blog Achse des Guten, dem Onlinemagazin Tichys Einblick, dem Magazin Novo und dem Autorenblog Die Freie Welt.
Krämer ist seit 1969 Mitglied der FDP. Zusätzlich war er von 1974 bis 1982 Mitglied der SPD.
Im Herbst 2020 gehörte er zu den Erstunterzeichnern des Appells für freie Debattenräume.
Walter Krämer ist verheiratet und hat zwei Kinder.

## Kontroversen

### Rechtspopulismus
Walter Krämer schrieb in den Sprachnachrichten des VDS 2016 von dem „aktuellen Meinungsterror unserer weitgehend linksgestrickten Lügenmedien“ und der „Unterwerfung der Medien unter eine obrigkeitsstaatliche Einheits-Sichtweise der Dinge“. Übermedien berichtete 2020 über diese Haltung Krämers unter der Überschrift „Die Pegidahaftigkeit des Vereins Deutsche Sprache“. In einem Interview mit der neurechten Jungen Freiheit erklärte Krämer 2018, Umweltfragen seien in Deutschland einer „rot-grünen Weltverbesserungsideologie“ unterworfen.
Die Autorin Kirsten Boie lehnte 2020 einen Preis des VDS Hamburg ab, da Äußerungen Krämers sie an Rechtspopulisten erinnern würden. Der vom Hamburger Landesverband des VDS jährlich vergebene „Elbschwanenorden“ sollte an die Kinder- und Jugendbuchautorin gehen. In ihrem Absagebrief an den Verein schreibt Boie, Walter Krämer spreche von „Genderwahn“, „Lügenmedien“ und „Überfremdung der deutschen Sprache“. „Aber mehr noch als die verkürzte und realitätsfremde Vorstellung von Sprache, die sich in vielen Äußerungen zeigt, erschreckt mich, wie genau sie sich ausgerechnet in einer Zeit, in der wir mit Sorge einen Rechtsruck in Teilen der Bevölkerung beobachten müssen, in deren Argumentationsgänge einfügt“, so Boie. Walter Krämer antwortete, wir lebten in einem freien Land, Boie müsse den Preis nicht annehmen. Auf die inhaltliche Kritik ging er nicht ein.

### Kontroverse um Schaukasten an der TU Dortmund
Im Dezember 2019 veröffentlichte der AStA der TU Dortmund eine Stellungnahme, in der Krämers Aushänge in seinem Schaukasten an der TU Dortmund (unter anderem mit Zitaten von Adolf Hitler und Hans-Olaf Henkel und einer Karikatur von Greta Thunberg) scharf kritisiert wurden. In seiner Stellungnahme verwies der AStA darüber hinaus auf Krämers Engagement im Verein Deutsche Sprache sowie auf eine Reihe von ihr als rechtspopulistisch bezeichnete Aussagen Krämers. TU-Rektorin Ursula Gather distanzierte sich von dem Hitlerzitat, das sie als „geschmacklos“ bezeichnete, verwies aber gleichzeitig auf die Meinungsfreiheit, von der diese Aushänge gedeckt seien. In Reaktion auf die Kritik bezeichnete Krämer Greta Thunberg als „spätpubertäre Autistengöre“, die „verehrt“ werde „wie eine Heilige“. Krämers Schaukasten wurde schließlich um wenige Meter hinter eine Glastür versetzt. Die TU begründete dies damit, der Schaukasten habe den Flucht- und Rettungsweg „unzulässig verengt“.

### Kritik an der Euro-Rettungspolitik
2012 initiierte Krämer einen Aufruf zur Eurokrise, der von mehr als 270 Hochschullehrern unterzeichnet wurde. Die Professoren, unter ihnen der Chef des Ifo-Instituts Hans-Werner Sinn, erklärten die Euro-Rettungspolitik der Bundesregierung für verfehlt. Sie forderten, statt steuerfinanzierter Bankenrettung die Gläubiger von Banken für deren Schulden haften zu lassen. Krämer, Mitglied der FDP, bekannte 2019, dass er „früher einmal die AfD gewählt“ habe, da sie zu ihrer Gründungszeit „die einzige Alternative zur Euro-Rettungspolitik der Bundesregierung“ dargestellt habe. Mittlerweile sei dieser „Haufen aber total abgedriftet“.

### Plagiatsvorwurf
Krämer wurde 2003 von der taz vorgeworfen, in seinem 2002 beim Eichborn Verlag erschienenen Buch Lexikon der Städtebeschimpfungen plagiiert zu haben. Die Zeitung hatte behauptet, er habe in seinem „Lexikon“ von einem anderen Werk abgeschrieben, ohne dies deutlich zu machen. Zwar hatte Krämer die Zitate im Text samt Autor gekennzeichnet, aber ohne das dazu gehörige Buch Öde Orte ins Literaturverzeichnis aufzunehmen. Der Eichborn Verlag entschädigte nachträglich 30 Autoren der Vorlage Öde Orte für die ohne Kennzeichnung übernommenen Passagen mit einem Honorar und einigte sich mit den geschädigten Verlagen Reclam, Hoffmann und Campe sowie Suhrkamp. Auch die taz erhielt nach eigenen Angaben ein Honorar plus Verletzerzuschlag. Der Verlag soll auch gegenüber Reclam in einem Brief versichert haben, dass keine weiteren Auflagen des beanstandeten Buches gedruckt werden würden. Dennoch beantragte Krämer im Jahr 2003 gegen die taz eine einstweilige Verfügung wegen des Plagiatsvorwurfs. Das Berliner Landgericht wies den Antrag zurück. Auch lehnte der Presserat einen zusätzlichen Antrag Krämers ab, eine Rüge gegen die taz auszusprechen. Schließlich scheiterten in dieser Sache Krämers Unterlassungsklagen und Strafanzeigen wegen übler Nachrede gegen zwei weitere Journalisten, darunter auch einen Studenten, der lediglich über die Vorwürfe berichtet hatte.
Dennoch zog Krämer vor das Landgericht Berlin und verlor. Der taz-Autor habe den Begriff „astreines Plagiat“ nicht im juristischen Sinn gebraucht, es handele sich um eine journalistisch zulässige Bewertung, hieß es im Urteil. Der Spiegel schrieb, die Empörung sei nicht klug gewesen, wenn man in Betracht zöge, dass Krämers „‚Lexikon‘ – abgesehen vom Vorwort – im Wesentlichen ohnehin nur eine Zitatensammlung ist“.

### Kirchenaustritt wegen Gendersprache
Im November 2021 erklärte Krämer wegen des „zunehmenden Gebrauchs der Gendersprache in der katholischen Kirche“ seinen Kirchenaustritt. Durch die verstärkte Nutzung der Gendersprache entferne sich die katholische Kirche von den Gläubigen. Die Verwendung des Gendersterns sei weder mit der deutschen Grammatik noch dem Kirchenrecht vereinbar. Stattdessen solle sich die Kirche auf Thematiken wie die Aufarbeitung von Missbrauchsfällen konzentrieren.

## Publikationen

### Fachpublikationen
- Eine Rehabilitation der gewöhnlichen Kleinst-Quadrate-Methode als Schätzverfahren in der Ökonometrie. Haag und Herchen, Frankfurt 1980, ISBN 3-88129-316-7.
- Wer leben will, muss zahlen. Die Kostenexplosion im Gesundheitswesen und ihre möglichen Auswirkungen. Econ, Düsseldorf/Wien 1982, ISBN 3-430-15642-4.
- Trend in ökonometrischen Modellen. Eine Untersuchung der statistischen Konsequenzen für ausgewählte Schätzverfahren. Hain, Königstein 1985, ISBN 3-445-02386-7.
- mit Harald Sonnberger: The linear regression model under test. Physica-Verlag, Heidelberg/Wien 1986, ISBN 3-7908-0356-1.
- (Hrsg.): Econometrics of structural change. Physica-Verlag, Heidelberg 1989, ISBN 3-7908-0432-0.
- Wie schreibe ich eine Seminar-, Examens- und Diplomarbeit. Eine Anleitung zum wissenschaftlichen Arbeiten für Studierende aller Fächer an Universitäten, Fachhochschulen und Berufsakademien. G. Fischer, Stuttgart/Jena 1992, ISBN 3-437-40267-6; 4. erweiterte und aktualisierte Auflage 1995, ISBN 3-437-40342-7.
- Statistische Probleme bei der Armutsmessung. Gutachten im Auftrag des Bundesministeriums für Gesundheit. Nomos-Verlagsgesellschaft, Baden-Baden 1997, ISBN 3-7890-5120-9.
- Wie schreibe ich eine Seminar- und Examensarbeit? Campus-Verlag, Frankfurt/New York 1999, ISBN 3-593-36268-6; 3. überarbeitete und aktualisierte Auflage 2009, ISBN 978-3-593-39030-7.
- mit Olaf Schoffer und Lars Tschiersch: Datenanalyse mit SAS. Statistische Verfahren und ihre grafischen Aspekte. Springer, Berlin/Heidelberg/New York 2005, ISBN 3-540-20787-2; 4. überarbeitete und erweiterte Auflage 2018, ISBN 978-3-662-57798-1.
- (Hrsg., mit Katharina Morik): Daten – wem gehören sie, wer speichert sie, wer darf auf sie zugreifen? Schöningh, Paderborn 2018, ISBN 978-3-506-79248-8.
- (Hrsg., mit Claus Weihs): Faszination Statistik. Einblicke in aktuelle Forschungsfragen und Erkenntnisse. Springer Spektrum, Heidelberg 2019, ISBN 978-3-662-60561-5.

### Populärwissenschaftliche Publikationen
- Die Krankheit des Gesundheitswesens. Die Fortschrittsfalle der modernen Medizin. S. Fischer, Frankfurt 1989, ISBN 3-10-041213-3.
- So lügt man mit Statistik. Campus-Verlag, Frankfurt am Main/ New York 1991, ISBN 3-593-34433-5; 4. Auflage ebenda 1992; überarbeitete Neuausgabe: Piper, München/Zürich 2011, ISBN 978-3-492-26413-6.
- Statistik verstehen. Eine Gebrauchsanweisung. Campus-Verlag, Frankfurt am Main/ New York 1992 (= Reihe Campus. Band 1062), ISBN 3-593-34719-9; 3., aktualisierte Auflage 1998, ISBN 3-593-36149-3; 13. Aufl. Piper, München/Zürich 2021, ISBN 978-3-492-23039-1.
- Wir kurieren uns zu Tode. Die Zukunft der modernen Medizin. Campus-Verlag, Frankfurt/New York 1993, ISBN 3-593-34841-1; aktualisierte Ausgabe: Wir kurieren uns zu Tode. Rationierung und die Zukunft der modernen Medizin. Ullstein, Berlin 1997, ISBN 3-548-35669-9.
- So überzeugt man mit Statistik. Campus-Verlag, Frankfurt/New York 1994, ISBN 3-593-35213-3.
- Denkste! Trugschlüsse aus der Welt des Zufalls und der Zahlen. Campus-Verlag, Frankfurt/New York 1995, ISBN 3-593-35349-0; Piper, München/Zürich 1998, ISBN 3-492-22443-1; überarbeitete Neuausgabe 2011, ISBN 978-3-492-26460-0.
- mit Götz Trenkler: Lexikon der populären Irrtümer. 500 kapitale Missverständnisse, Vorurteile und Denkfehler von Abendrot bis Zeppelin. Eichborn, Frankfurt 1996, ISBN 3-8218-0479-3; Piper, München/Zürich 1998, ISBN 3-492-22446-6.
- mit Michael Schmidt: Das Buch der Listen. Die bekanntesten Weltuntergänge, die beliebtesten Maggisuppen, die dümmsten Kriminellen, die unbeliebtesten Lottozahlen sowie 581 weitere Rekorde und Wissenslückenfüller aus Wirtschaft, Politik, Gesellschaft, Sport. Eichborn, Frankfurt 1997, ISBN 3-8218-0490-4; aktualisierte Ausgabe: Lexikon der populären Listen. Gott und die Welt in Daten, Fakten, Zahlen. Piper, München/Zürich 1999, ISBN 3-492-22591-8.
- mit Götz Trenkler und Denis Krämer: Das neue Lexikon der populären Irrtümer. 555 weitere Vorurteile, Mißverständnisse und Denkfehler von Advent bis Zyniker. Eichborn, Frankfurt 1998, ISBN 3-8218-0587-0; aktualisierte Taschenbuchausgabe: Piper, München/Zürich 2000, ISBN 3-492-22797-X.
- Modern Talking auf deutsch. Ein populäres Lexikon. Piper, München/Zürich 2000, ISBN 3-492-04211-2; aktualisierte Taschenbuchausgabe 2001, ISBN 3-492-23443-7.
- mit Götz Trenkler: Das Beste aus dem Lexikon der populären Irrtümer. Eichborn, Frankfurt 2000, ISBN 3-8218-1522-1; Piper, München/Zürich 2002, ISBN 3-492-23279-5.
- Armut in der Bundesrepublik. Zur Theorie und Praxis eines überforderten Begriffs. Campus-Verlag, Frankfurt/New York 2000, ISBN 3-593-36490-5.
- mit Wolfgang Sauer: Lexikon der populären Sprachirrtümer. Eichborn, Frankfurt 2001, ISBN 3-8218-1640-6; Piper, München/Zürich 2003, ISBN 3-492-23657-X; erweiterte Neuausgabe 2009, ISBN 978-3-492-25073-3.
- mit Gerald Mackenthun: Die Panik-Macher. Piper, München/Zürich 2001, ISBN 3-492-04355-0; Taschenbuchausgabe 2003, ISBN 3-492-23866-1.
- mit Götz Trenkler: Die besten Geschichten für Besserwisser. Piper, München/Zürich 2001, ISBN 3-492-23452-6.
- Statistik für die Westentasche. Piper, München/Zürich 2002, ISBN 3-492-04441-7.
- mit Eva Krämer: Lexikon der Städtebeschimpfungen. Boshafte Berichte und Schmähungen von Aachen bis Zürich. Eichborn, Frankfurt 2002, ISBN 3-8218-1689-9.
- mit Reiner Pogarell (Hrsg.): Sternstunden der deutschen Sprache. IFB-Verlag, Paderborn 2002, ISBN 3-931263-27-4.
- mit Roland Kaehlbrandt: Die Ganzjahrestomate und anderes Plastikdeutsch. Ein Lexikon der Sprachverirrungen. Piper, München/Zürich 2007, ISBN 978-3-492-04972-6; Piper, München/Zürich 2009, ISBN 978-3-492-25317-8.
- mit Myriam Grobe und Dawit Petros (Hrsg.): Eine Stimme für unsere Sprache. 10 Jahre Verein Deutsche Sprache. IFB-Verlag, Paderborn 2007, ISBN 978-3-931263-70-6.
- Wir können alles, sogar besser. Wo Deutschland wirklich gut ist. Piper, München/Zürich 2008, ISBN 978-3-492-05187-3; 2010, ISBN 978-3-492-25753-4.
- mit Sabine Kirchhoff: Presse in der Krise. VS Verlag für Sozialwissenschaften, Wiesbaden 2010, ISBN 978-3-531-17193-7.
- Wie wir uns von falschen Theorien täuschen lassen. Berlin University Press, Berlin 2011, ISBN 978-3-86280-016-2.
- mit Roland Kaehlbrandt: Lexikon der schönen Wörter. Von anschmiegsam bis zeitvergessen. Piper, München/Zürich 2011, ISBN 978-3-492-27318-3.
- Die Angst der Woche. Warum wir uns vor den falschen Dingen fürchten. Piper, München/Zürich 2011, ISBN 978-3-492-05486-7; 2013, ISBN 978-3-492-30184-8.
- Kalte Enteignung. Wie die Euro-Rettung uns um Wohlstand und Renten bringt. Campus-Verlag, Frankfurt/New York 2013, ISBN 978-3-593-39924-9.
- mit Thomas K. Bauer und Gerd Gigerenzer: Warum dick nicht doof macht und Genmais nicht tötet. Über Risiken und Nebenwirkungen der Unstatistik. Campus-Verlag, Frankfurt am Main/ New York City 2014, ISBN 978-3-593-50030-0.
- mit Thomas K. Bauer, Gerd Gigerenzer und Katharina Schüller: Grüne fahren SUV und Joggen macht unsterblich, Campus-Verlag, Frankfurt 2022, ISBN 978-3-593-51608-0.

## Auszeichnungen
- 1999: Deutscher Sprachpreis
- 2013: Medaille der Deutschen Arbeitsgemeinschaft Statistik für Verdienste um die Statistik in Deutschland[29]
- 2015: Gerhart-Bruckmann-Preis der Österreichischen Statistischen Gesellschaft[30]